# 龝田和惠
龝田和惠（1985年2月23日—）是日本的歌手、藝人、女子偶像團體SDN48的前成員。大阪府池田市出身。AKS所屬。大阪府立櫻塚高校出身。旧藝名是小田奈奈。

## 來歷
- 2009年6月14日的SDN48甄選最終審查（合格者17名）合格，2009年8月1日在SDN48活動中。
- SDN48的主要登場曲『GAGAGA』參加成員12名的選拔於朝日電視台『すっぽんの女たち』節目內演出，以第11位的身份進入選拔。

## 人物
- 興趣是卡拉OK和觀賞LIVE。至今觀賞LIVE達到300次以上。
- 喜歡的藝人是艾薇兒·拉維尼、Zebrahead、上木彩矢、福井舞。
- 喜歡的電影是「令人討厭的松子的一生」。

## 參加曲

### 單曲CD選拔曲
AKB48名義
- 馬路須加學園頂尖藍調 - 只參加PV

SDN48名義
- GAGAGA
  - 孤獨的跑者

SDN48「Under Girls A」名義
- 天國之門在第3次的打開
- 強求香檳酒

### 劇場公演小組曲
SDN48 1st Stage「誘惑的吊襪帶」公演
1. Saturday night party
2. 誘惑的吊襪帶

### 其他參加組合
- Team Z（柏青哥「びっくりぱちんこ 銭形平次 with Team Z」～『恋のお縄』[1]テーマソングを担当するAKB48姊妹組合混成型組合）

## 出演

### 電視節目
現在的正式節目
- SDN48+10 !（2010年8月1日 - 、エンタ!371）
- すっぽんの女たち2（2011年4月6日 - 、朝日電視台）
- SDNイジリー（2011年4月9日 - 、独立UHF局）

過去的正式・單發節目
- スカパー!HD×エンタ!371 presents ｢GIRLS POP NEXT｣（2010年2月25日、スカパー!HDエンタ!371）
- 24時間テレビ33 「愛は地球を救う」『ありがとう〜今、あの人に伝えたい〜』（2010年8月28日 - 8月29日、日本電視台） - 朝までしゃべくり007コーナー
- すっぽんの女たち（2010年6月2日 - 2011年3月30日、朝日電視台）

### 電台
- ON8（2009年12月30日・2010年1月4日、bayfm）
- SDN48の全力で聴かなきゃダメじゃん!!（2011年5月18日 - 、スターデジオ）
- ON8（2011年8月15日　bayfm）

## 腳注・出典
1. ↑  .   [2011-09-24]. （原始内容存档于2011-09-24）.

## 外部連結
- SDN48公式簡介
- 龝田和恵 公式部落格（页面存档备份，存于） - GREE